# Ceanothus oliganthus
Ceanothus oliganthus är en brakvedsväxtart som beskrevs av Thomas Nuttall. Ceanothus oliganthus ingår i släktet Ceanothus och familjen brakvedsväxter. Utöver nominatformen finns också underarten C. o. oliganthus.

## Bildgalleri

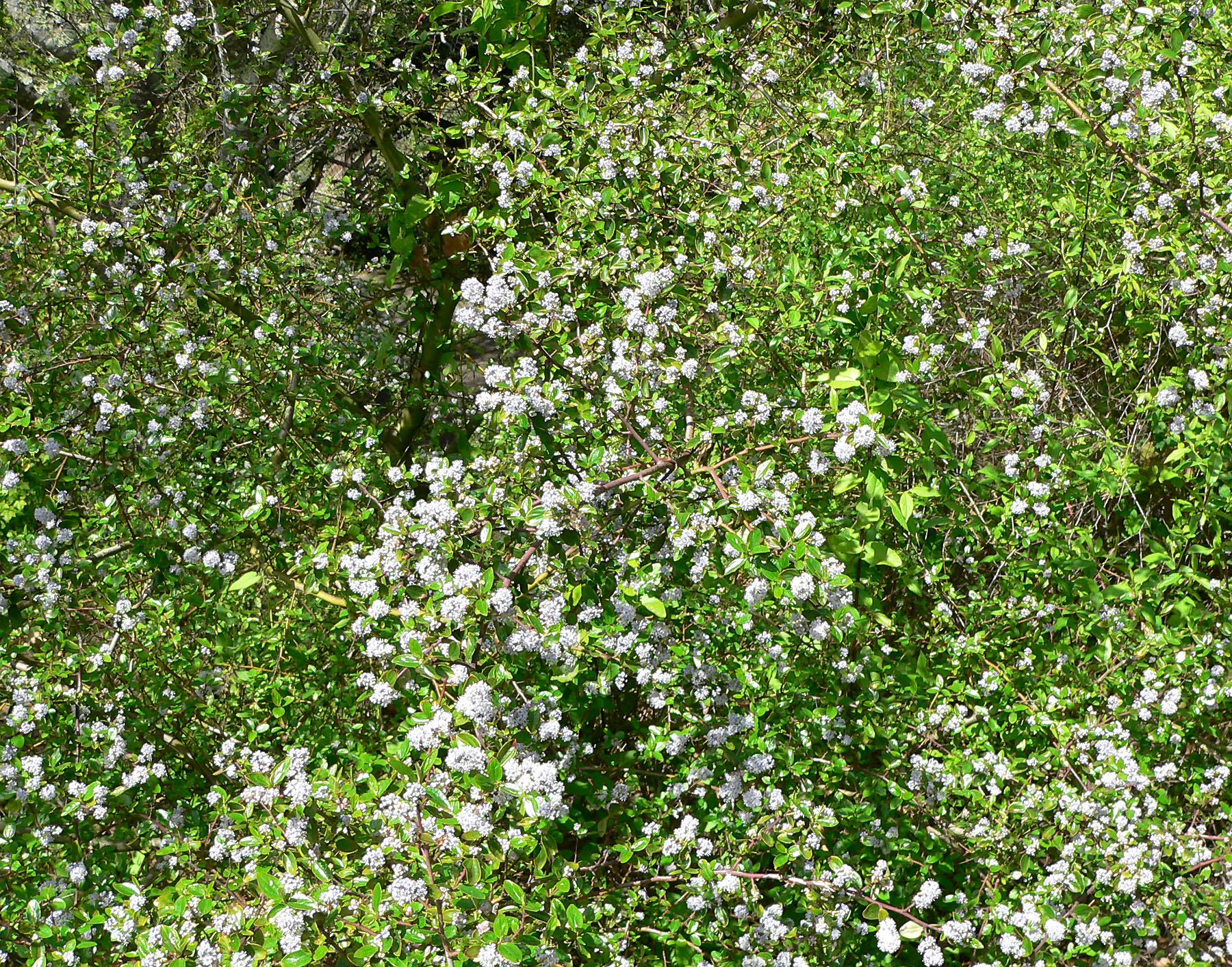
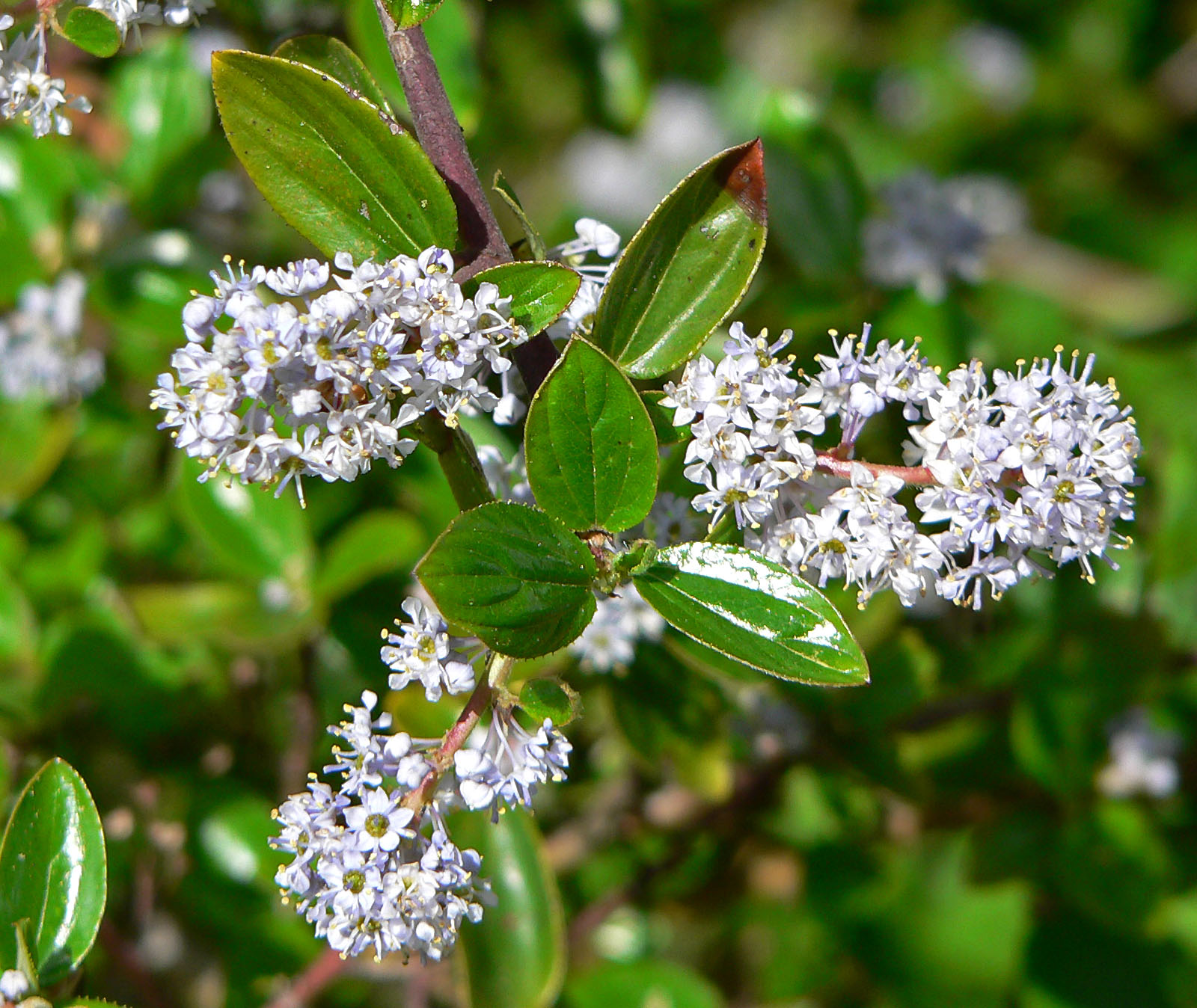
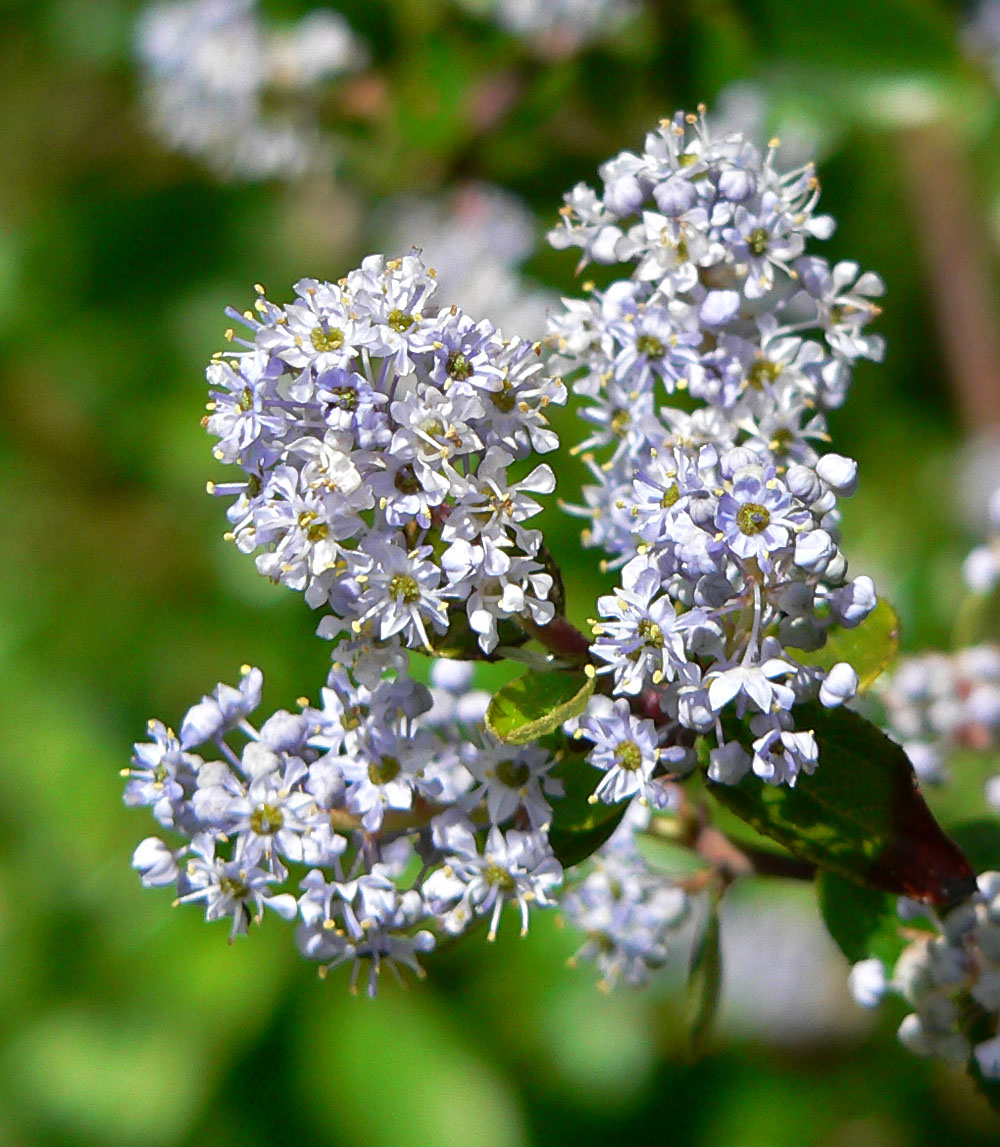
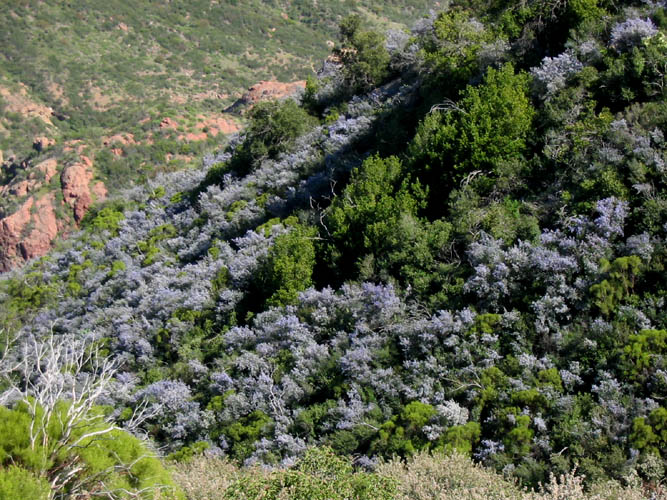